# Mazax chickeringi
Mazax chickeringi är en spindelart som beskrevs av Reiskind 1969. Mazax chickeringi ingår i släktet Mazax och familjen flinkspindlar.
Artens utbredningsområde är Jamaica. Inga underarter finns listade i Catalogue of Life.